# Amtsgericht Göppingen

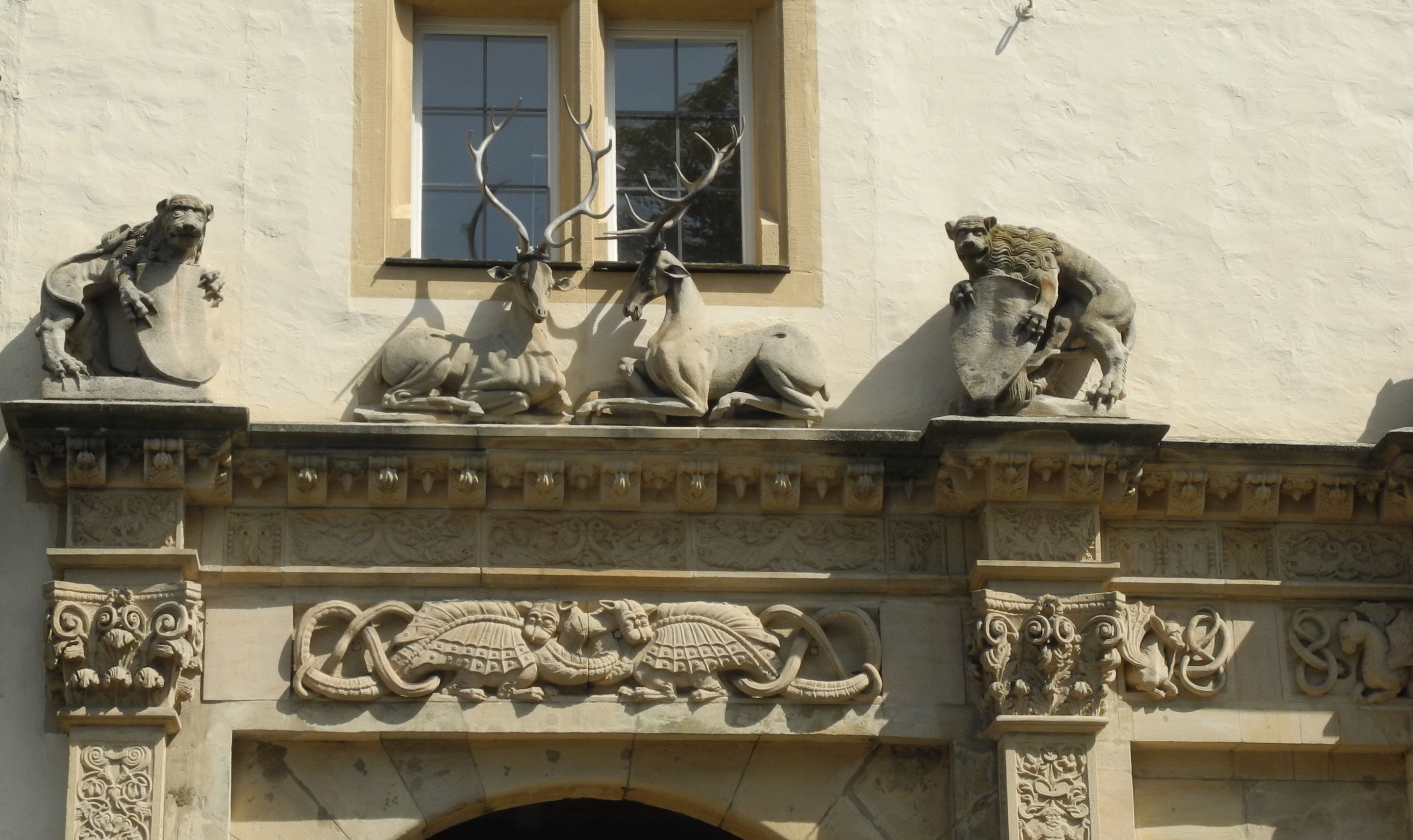
Portal

Das Amtsgericht Göppingen ist ein Gericht der ordentlichen Gerichtsbarkeit. Es ist eines von vier Amtsgerichten (AG) im Bezirk des Landgerichts Ulm.

## Gerichtssitz und -bezirk
Sitz des Gerichts ist die große Kreisstadt Göppingen. Der Gerichtsbezirk umfasst die Städte und Gemeinden Adelberg, Aichelberg, Albershausen, Bad Boll, Birenbach, Börtlingen, Dürnau, Ebersbach an der Fils, Eislingen/Fils, Eschenbach, Gammelshausen, Göppingen, Hattenhofen, Heiningen, Ottenbach, Rechberghausen, Salach, Schlat, Schlierbach, Uhingen, Wangen, Wäschenbeuren und Zell unter Aichelberg. In ihm leben rund 165.000 Menschen.
Als Jugendschöffen-, Insolvenz- und Versteigerungsgericht ist das AG Göppingen auch für den Bezirk des Amtsgerichts Geislingen zuständig. Das Handelsregister führt das Amtsgericht Ulm. Mahnverfahren bearbeitet das Amtsgericht Stuttgart als Zentrales Mahngericht. 

## Gebäude
Das Gericht ist gemeinsam mit dem Notariat im Göppinger Schloss untergebracht. Das Renaissancegebäude steht unter Denkmalschutz.

## Übergeordnete Gerichte
Dem Amtsgericht Göppingen ist das Landgericht Ulm übergeordnet. Zuständiges Oberlandesgericht ist das Oberlandesgericht Stuttgart.